# Wolf (fleuve de Nouvelle-Zélande)
Pour les articles homonymes, voir Wolf.
Le fleuve Wolf  (anglais : Wolf River) est un cours d’eau du nord de la région du Fiordland, dans l’Île du Sud de la Nouvelle-Zélande.

## Géographie
Il prend naissance près du Mont Sutherland et s’écoule vers l’ouest vers « Madagascar Beach », entre « Martins Bay » et Milford Sound.
Le livre de Alice Mackenzie The Pioneers of Martins Bay (en), publié en 1947, décrit la vie dans ce secteur autour des années 1880.